# Welt der Fertigung
Die Zeitschrift Welt der Fertigung erscheint im deutschen Verlag WDF Welt der Fertigung Verlag und wendet sich an Entscheider in der industriellen Fertigungstechnik.
Sie erschien von 2010 bis Ende 2016 zweimonatlich gedruckt und seit 2012 zudem als Online-Publikation. Mit Beginn 2017 wurde die Druckausgabe eingestellt und das Erscheinen auf die Online-Ausgabe umgestellt.